# Teretriosoma virens
Teretriosoma virens är en skalbaggsart som först beskrevs av Sylvain Auguste de Marseul 1856.  Teretriosoma virens ingår i släktet Teretriosoma och familjen stumpbaggar. Inga underarter finns listade i Catalogue of Life.